# Ernst von Prittwitz und Gaffron

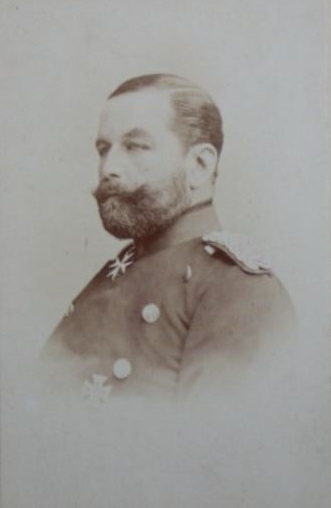
Ernst von Prittwitz und Gaffron

Ernst Karl Ferdinand von Prittwitz und Gaffron (* 20. Januar 1833 in Posen; † 24. Februar 1904 in Karlsruhe) war ein preußischer Generalleutnant und Rechtsritter des Johanniterordens.

## Leben

### Herkunft

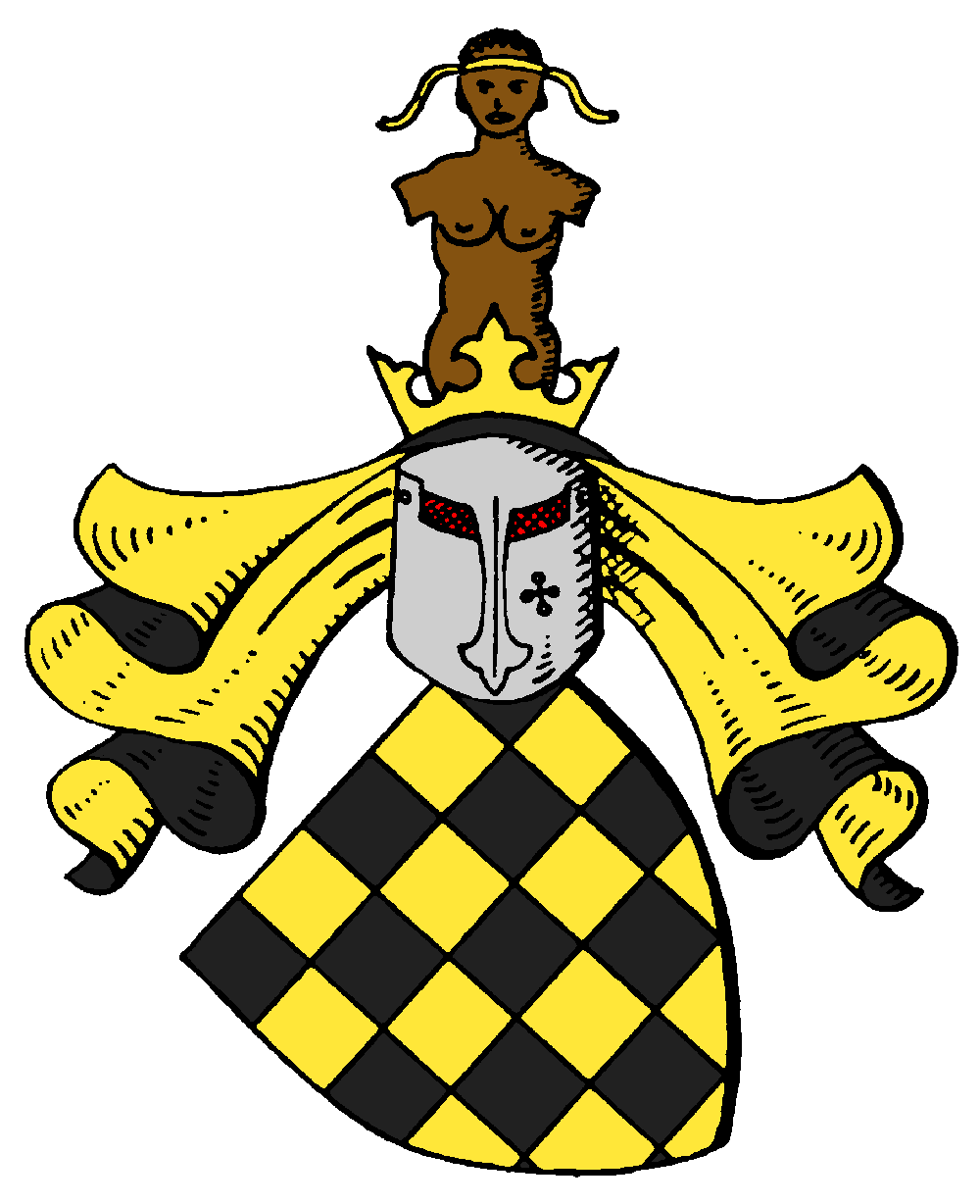
Wappen der Familie von Prittwitz und Gaffron

Er entstammte dem alten, weit verzweigten schlesischen Adelsgeschlecht von Prittwitz und war der Sohn des preußischen Generals der Infanterie und Festungsbaudirektors Moritz von Prittwitz und dessen Ehefrau Domicilie, geborene von Colbe.

### Militärkarriere
Prittwitz trat 1851 in das Garde-Artillerie-Regiment der Preußischen Armee in Berlin ein, wurde 1853 Sekondeleutnant und 1861 Premierleutnant. Im Deutsch-Dänischen Krieg 1864 in Schleswig-Holstein wurde er abkommandiert zu General Helmuth Graf von Moltke, dem Chef des Generalstabs der Armee. Hier war er am 19. Juli 1864 in Wyk auf Föhr an der Gefangennahme des Kapitänleutnants Otto Christian Hammer, Befehlshaber der dänischen Marineeinheiten auf den nordfriesischen Inseln, und am 29. Juni 1864 beim Übergang nach Alsen beteiligt, wo die endgültige Entscheidung herbeigeführt wurde. Dafür erhielt Prittwitz den Roten Adlerorden IV. Klasse mit Schwertern und Ehrenbürger der Stadt Wyk auf Föhr.
Im Jahr 1865 zum Hauptmann befördert, kommandierte er bei Ausbruch des Krieges gegen Österreich 1866 eine Reitenden Garde-Batterie, als der er am Feldzug in Böhmen teilnahm. Diese Batterie wurde nach Kriegsende dem neuformierten Hannoverschen Feldartillerie-Regiment Nr. 10 zugeteilt. Prittwitz wurde deshalb im Herbst 1866 nach Hannover versetzt, kam aber schon nach einem 3/4 Jahr wieder zur Garde zurück.
Nach Kriegsende machte Prittwitz mehrere Auslandsreisen etwa nach England, Frankreich, Spanien und Italien und ging 1869 als militärischer Begleiter des Kronprinzen Friedrich nach Rumänien und bereiste mit ihm von dort einen Teil des Orients.
Im Krieg gegen Frankreich 1870/71 nahm Prittwitz an den Schlachten von Gravelotte, Sedan – hier wurde er durch eine Granate verwundet – und der Eroberung von Montmédy teil. Seine Batterie erreichte die Höhe von St. Privat (bei Gravelotte) als erste und bekämpfte die Franzosen erfolgreich. 1872 wurde er zum Major, 1883 Oberst und am 18. September 1886 zum Kommandeur der 7. Feldartillerie-Brigade in Münster ernannt. Seit 1888 Generalmajor, wurde Prittwitz am 24. März 1890 in Genehmigung seines Abschiedsgesuches unter Verleihung des Charakters als Generalleutnant mit der gesetzlichen Pension zur Disposition gestellt.

### Familie
Er heiratete am 26. November 1885 auf Schloss Mahlberg Franziska Freiin von Türckheim zu Altdorf (* 14. Juni 1855 in Karlsruhe; † 8. Mai 1936 ebenda), die Tochter des großherzoglich badischen Kammerherrn, Wirklichen Geheimrats, Gesandten und Gutsbesitzers Hans Freiherr von Türckheim zu Altdorf, Herr auf Altdorf und Orschweier (Kreis Lahr), und der Fanny Freiin von Hardenberg (Haus Ober-Wiederstedt).